# Herb Ostrawy

Herb Ostrawy

Herb Ostrawy przedstawia srebrnego konia w podskoku, ze złotym siodłem i czerwoną derką, zwróconego w heraldyczne prawo. Koń znajduje się na niebieskim tle i stoi na zielonym trawniku. Z lewej heraldycznej znajduje się złota róża z zielonymi listkami kielichowymi i czerwonym nasiennikiem.
Herb był w przeszłości symbolem Morawskiej Ostrawy (każda z wielu dzielnic składających się na współczesne miasto Ostrawa ma własny, historyczny herb), a na temat jego pochodzenia istnieje kilka hipotez i legend. Sylwetka konia może być symbolem położenia miasta na bursztynowym szlaku z Moraw na Śląsk i dalej, w kierunku Bałtyku. Inna hipoteza mówi, iż koń został przejęty z herbu rodowego pierwszego wójta (który też miał wytyczyć granice Morawskiej Ostrawy). Róża to jeden z symboli rodu Thurzo i została dodana do herbu za czasów Stanisława Thurzo (Stanislav Thurzo), biskupa ołomunieckiego i właściciela tych terenów w latach 1497-1560. 
Z kolei według jednej z legend koń to pamiątka po pomocy udzielonej mieszkańcom zamku w Hukvaldach. Obywatele Morawskiej Ostrawy popędzili z odsieczą tak szybko, że nie zdążyli założyć na koń uzdy (nie ma jej w herbie), a wdzięczny biskup ołomuniecki (który był także właścicielem Hukvaldów) nadał Ostrawie takie właśnie godło. Inna popularna legenda wspomina o spłoszonym wierzchowcu, który wywołał popłoch wśród oblegających Morawską Ostrawę wrogów; mieszczanie wykorzystali tę sytuację i odparli nieprzyjaciela, po czym sami umieścili symbol konia w miejskim herbie.
Najstarsze wyobrażenie herbu pochodzi z pieczęci z 1426, a kolorowe z 1728 roku.